# Rue des prairies
Rue des prairies is een Franse film  van Denys de La Patellière die uitgebracht werd in 1959. 
Na het grote succes van het familiedrama Les Grandes Familles van het jaar voordien deed Denys de La Patellière voor de tweede keer een beroep op Jean Gabin. Later zou Gabin nog vier films met de La Patellière draaien. De beroemde acteur werd in Rue des prairies omringd door Marie-José Nat, Claude Brasseur en Roger Dumas, drie jonge acteurs van wie de filmcarrière nog in de kinderschoenen stond. Dankzij de prent brak Marie-José Nat door. 
De film is gebaseerd op de gelijknamige roman (1955) van acteur en romancier René Lefèvre.

## Samenvatting
Henri Neveux is een eenvoudig en grootmoedig man die arbeider van beroep is. Na twee jaar krijgsgevangenschap keert hij terug naar zijn gezin. Zijn vrouw is net overleden. Hij heeft amper de tijd om bedroefd te zijn want hij staat nu alleen voor de zware taak zijn drie kinderen een zo fatsoenlijk mogelijke opvoeding en opleiding te geven. Hij geeft daarbij het beste van zichzelf. 
Louis et Odette zijn voor de Tweede Wereldoorlog geboren en staan al op de drempel van de volwassenheid. Zijn zoon Louis, de oudste, droomt van een professionele wielercarrière. Zijn dochter Odette is een verkoopster die ervan droomt fotomodel te worden. En dan er is ook nog de kleine Fernand, een kind dat tijdens de oorlog geboren is uit een overspelige relatie van zijn vrouw en dat hij aanvaardt als zijn eigen kind. 
Louis en Odette vinden hun weg in het leven en willen eigenlijk zo vlug mogelijk de 'rue des Prairies', de straat waar ze geboren zijn, vergeten. Fernand is moeilijker in goede banen te leiden.

## Rolverdeling
| Acteur             | Personage                | Beschrijving                   |
| ------------------ | ------------------------ | ------------------------------ |
| Jean Gabin         | Henri Neveux             | arbeider en weduwnaar          |
| Claude Brasseur    | Louis                    | de zoon van Henri              |
| Roger Dumas        | Fernand                  | de geadopteerde zoon van Louis |
| Marie-José Nat     | Odette                   | de dochter van Henri           |
| Paul Frankeur      | Ernest                   | de vriend van Henri            |
| Roger Tréville     | mijnheer Jacques Pedrell | de minnaar van Odette          |
| Renée Faure        | meester Surville         | advocate                       |
| Dominique Page     | Josette                  |                                |
| Jacques Monod      |                          | de voorzitter van de rechtbank |
| Louis Seigner      |                          | de procureur                   |
| Gabriel Gobin      | Dubourg                  | een medegevangene              |
| Alfred Adam        | Loutrel                  | de manager van Louis           |
| Guy Decomble       | mijnheer Perrot          | de vader van Paul              |
| François Chaumette |                          | de schooldirecteur             |
| Bernard Dhéran     | Moineau                  | onderzoeksrechter              |
| Gaby Basset        | mevrouw Gildas           | de vrouw van het bistro        |
| René Havard        | Boris                    | de fotograaf                   |